# Wieża spadochronowa w Katowicach
Wieża spadochronowa w Katowicach – 35-metrowa stalowa wieża spadochronowa w Katowicach w parku im. Tadeusza Kościuszki. Do lat 50. XX wieku była wykorzystywana do początkowego szkolenia lotniczego i szkolenia skoczków spadochronowych. Jest to również owiany legendą punkt obrony Katowic, skąd – według rozpowszechnionego przekazu – w pierwszych dniach II wojny światowej harcerze Związku Harcerstwa Polskiego mieli stawić opór wkraczającym do miasta oddziałom Wehrmachtu. Skala oporu i przebieg wydarzeń budzi kontrowersje, a tożsamość obrońców wieży spadochronowej nie została ustalona. Obecnie obiekt jest pomnikiem poświęconym wszystkim obrońcom Katowic, poległym i zamordowanym przez Niemców w 1939. Jest to także jedyna zachowana wieża spadochronowa w Polsce. Obiekt ten stał się pomnikiem śmierci śląskich harcerzy.

## Historia

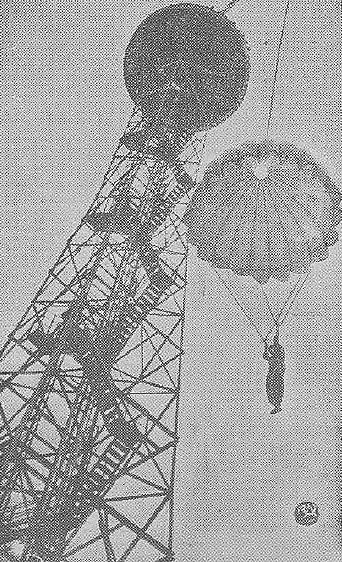
Pierwszy skok z wieży podczas otwarcia w czerwcu 1938

Wieża została zbudowana w 1937 z inicjatywy Śląskiego Okręgu Wojewódzkiego Ligi Obrony Powietrznej i Przeciwgazowej. Stanęła w parku im. T. Kościuszki. Liczyła 50 m wysokości i była wówczas najwyższą wieżą spadochronową w kraju. Według innej wersji wysokość wynosiła 60 m. Otwarcie miało miejsce w czerwcu 1938. Obok wieży zorganizowano ośrodek sportu spadochronowego LOPP dla szkolenia skoczków spadochronowych.
Jej budowa napotkała sporo problemów. LOPP z trudem zebrała fundusze na ukończenie inwestycji. Zakłady Hohenlohe – Hohenlohe Werke S.A., właściciel kopalni Wujek, której pola węglowe znajdowały się pod parkiem podnosił obawy, że wydobycie węgla i spowodowane przezeń szkody górnicze naruszą konstrukcję wieży. Koncern górniczy odżegnywał się od odpowiedzialności oraz zażądał podpisania osobnej umowy w tej sprawie z LOPP.
4 września 1939 z pomostu wieży ostrzelano wkraczających do Katowic żołnierzy Wehrmachtu.
W latach 40. niemieckie władze Katowic postanowiły rozebrać wieżę i prawdopodobnie przetopić jej elementy.
Po wojnie, w latach 50. wieżę odbudowano, ale w mniejszej skali (nowa ma 35 metrów). Przez krótki okres prowadzono na niej ćwiczenia spadochronowe, ale jak podają niektóre źródła, zaniechano ich po protestach mieszkańców.
Przeciwny istnieniu wieży, która jest trwałym elementem przypominającym o etosie przedwojennych harcerzy, wstępujących podczas okupacji do takich organizacji jak ZWZ czy AK, był sekretarz KW PZPR w Katowicach Zdzisław Grudzień.

## Opis techniczny
Według dokumentacji technicznej, która znajduje się w zasobach archiwum Urzędu Miasta Katowice, projekt wieży wykonano w Biurze Technicznym Budowy Mostów w Chorzowie. 
Wieża miała wysokość 62 metry, jej stalowa konstrukcja – 50 metrów. Na jej szczyt prowadziły schody, wewnątrz konstrukcji znajdował się szyb windowy, w którym kursowała dwuosobowa elektryczna winda.
Na szczycie wieży znajdowała się platforma, z której wykonywano skoki. Wokół platformy zamontowano balustradę wykonaną z pełnej stali, w której zamontowano drzwiczki. Balustrada obracała się, tak by kierunek, w jakim oddawano skoki można było dostosowywać do kierunku wiejącego wiatru. Spadochron połączony był stalową linką z obracanym wysięgnikiem oraz przeciwwagą, która poruszała się w rurze umieszczonej w osi wieży.

## Obrona wieży spadochronowej – fakty i kontrowersje
W pierwszych dniach II wojny światowej wieża stanowiła punkt obserwacyjno-meldunkowy 73 Pułku Piechoty. 3 września, po przełamaniu polskiej obrony pod Wyrami i Gostynią, jednostki Armii Kraków zagrożone otoczeniem przez Niemców rozpoczęły odwrót ze Śląska. Do Katowic 4 września wkroczyła 239 Dywizja Piechoty Wehrmachtu (dowództwo gen. major Ferdinand Neuling) oraz 56 i 68 Pułk Grenzschutzu wchodzący w skład 3 Dowództwa Odcinka Grenzschutzu (dowództwo gen. porucznik Georg Brandt).
Źródła polskie
Zeznania naocznych świadków potwierdzają obecność polskich harcerzy w parku im. Tadeusza Kościuszki i na Wieży Spadochronowej w czasie walk w mieście. Harcerze, uzbrojeni w karabiny i pistolety, bronili m.in. okopów. Ze składanych po zakończeniu wojny zeznań świadków wynika, że ostrzał z wieży prowadzili harcerze o nieustalonych personaliach i że kilku z nich zginęło, a część wzięto do niewoli.
Od lat 50. w Polsce panowała wersja, związana z literackim opisem Kazimierza Gołby, który w książce pt. Wieża spadochronowa, opisał, że ta stała się redutą, z której śląscy harcerze stawili opór wkraczającym do miasta żołnierzom Wehrmachtu i bojówkarzom Freikorpsu Ebbinghaus. Według Gołby obrona wieży trwała kilkanaście godzin, a harcerze zadali Niemcom bolesne straty, zestrzeliwując m.in. niemiecki samolot. Opór wieży złamał dopiero ostrzał ciężkiej artylerii. Ciała zabitych i rannych obrońców zrzucono z pomostu. Ten heroiczny opis miał powstać w oparciu o relacje mieszkańców Katowic, jakie po wojnie zbierał Gołba za pośrednictwem „Gościa Niedzielnego”. Celem autora było zadanie kłamu powszechnemu po wojnie twierdzeniu, że Ślązacy poddali się w 1939 bez walki, a podczas wojny kolaborowali z nazistami, czego przejawem miała być służba (w rzeczywistości przymusowa) w Wehrmachcie. Wersję Gołby podtrzymywali inni śląscy literaci: m.in. Wilhelm Szewczyk i Bolesław Lubosz. Orędowniczką tej wersji była też Krystyna Heska-Kwaśniewicz, harcmistrzyni i literaturoznawca z Uniwersytetu Śląskiego. Hufiec ZHP Katowice, w uznaniu bohaterstwa harcerzy 1939 roku, nosi imię Bohaterów Wieży Spadochronowej. W oparciu o powieść Szewczyka powstał scenariusz filmu fabularnego z 1976 Ptaki, ptakom... w reż. Pawła Komorowskiego, będący artystyczną próbą rekonstrukcji wydarzeń.
Źródła niemieckie
Jednak to, co działo się wokół wieży w dniach 3–4 września, do dziś pozostaje niejasne. Pierwsze wątpliwości w sprawie obrony wieży zaczęły pojawiać się na początku lat 80. Prof. Andrzej Szefer natrafił w niemieckim Federalnym Archiwum Wojskowym we Fryburgu Bryzgowijskim na dziennik bojowy 3 Odcinka Grenzschutzu, którego dowódca gen. Georg Brandt kierował akcją zajmowania Katowic i opisał, że przebiegała ona bez większych incydentów. Ocenzurowane fragmenty dziennika Szefer opublikował na łamach „Zarania Śląskiego”. Jednak, gdy jeden z jego współpracowników z Instytutu Śląskiego, zaczął w telewizyjnym programie powoływać się na powyższe, niemieckie dokumenty – został publicznie skarcony, a niemiecki opis z miejsca uznano za niewiarygodny. Naukowca krytykował m.in. właśnie Szewczyk. Do sprawy nie wracano przez następnych 20 lat.
Dopiero w 2003 wersja długotrwałej obrony przedstawiona przez Gołbę została ostatecznie podważona. Latem tego roku nowe dokumenty zostały odnalezione przez Ryszarda Kaczmarka, historyka z Uniwersytetu Śląskiego, również we fryburskim Federalnym Archiwum Wojskowym. Odkrycia Kaczmarka opisała katowicka „Gazeta Wyborcza”. Historyk dotarł do nieznanego wcześniej raportu gen. Neulinga, który opisywał, że walki pod wieżą trwały o wiele krócej, niż opisywano wcześniej.
Według niemieckiego generała sztab 239 Dywizji został ostrzelany z karabinu maszynowego umieszczonego na wieży spadochronowej 4 września rano, gdy trwały ostatnie narady przed wkroczeniem do Katowic. Ogień obrońców wieży był niecelny. Wieża umilkła po tym, jak została ostrzelana z niemieckiego działa przeciwpancernego. Walki trwały też w Katowicach, ale opór został szybko przełamany i około godziny 11:00 Neuling wjechał swoim mercedesem do centrum Katowic, gdzie został serdecznie powitany przez niemieckich mieszkańców miasta.
Publikacja raportu w „Gazecie Wyborczej” wywołała oburzenie polskich środowisk patriotycznych, a przeciwko publikacji i jej autorowi Bartoszowi T. Wielińskiemu skierowano list otwarty do Adama Michnika, w którym autorom artykułu zarzucano dyletanctwo, nierzetelność, złą wolę i podważanie polskiego charakteru Katowic.

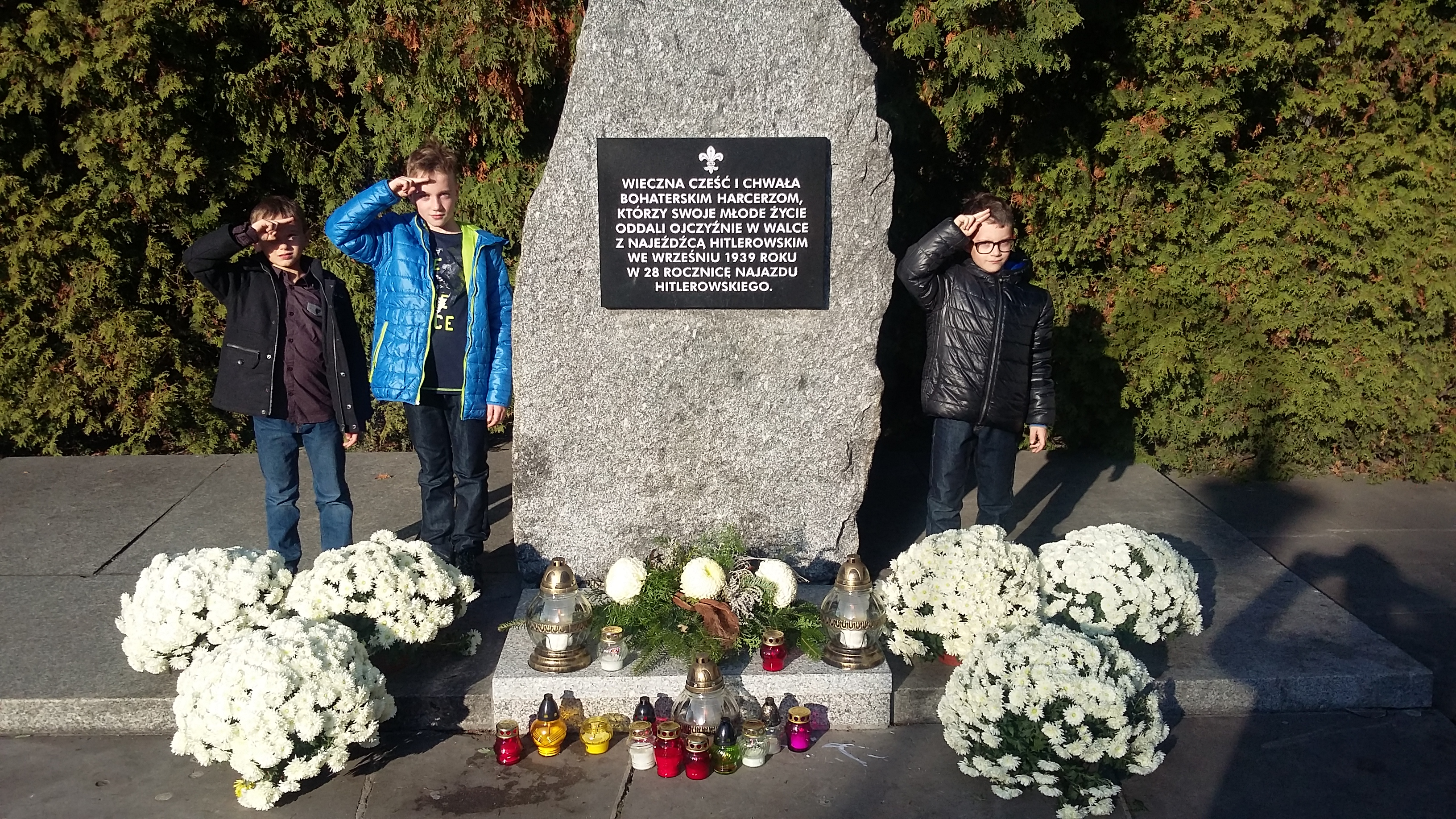
Tablica upamiętniająca obronę wieży spadochronowej przez Harcerzy we wrześniu 1939

Wieliński na zlecenie redakcji sam udał się do archiwum we Fryburgu. Odnalazł tam nowe, nieznane dokumenty, w tym relacje z zajmowania Katowic sporządzone przez niemieckich żołnierzy oraz kilkanaście wykonanych 4 września nieznanych fotografii. Na tej podstawie powstał cykl artykułów rekonstruujący to, co się działo w Katowicach i na Śląsku we wrześniu 1939.
Latem 2004 do Fryburga udała się grupa historyków z katowickiego Instytutu Pamięci Narodowej. Ich ustalenia pokrywały się z tezami „Gazety Wyborczej”. Jeden z historyków IPN, który badał zawartość fryburskiego archiwum, dr Grzegorz Bębnik potwierdził to w swojej książce „Katowice we wrześniu '39". Wykorzystał w niej także dane zebrane podczas śledztwa IPN w tej sprawie, a także dokumenty, do których dotarł Szefer.
Niejasne jest to, kto bronił wieży. Do dziś oprócz składanych wiele lat po zakończeniu wojny zeznań naocznych świadków nie odnaleziono innych dowodów, że byli to harcerze. Pojawiły się informacje, że być może byli to katowiccy gimnazjaliści. Nie ustalono też liczby ani nazwisk obrońców wieży. Najprawdopodobniej ich ciała wraz ze szczątkami innych obrońców Katowic spoczywają na cmentarzu w Ligocie.

## Galeria

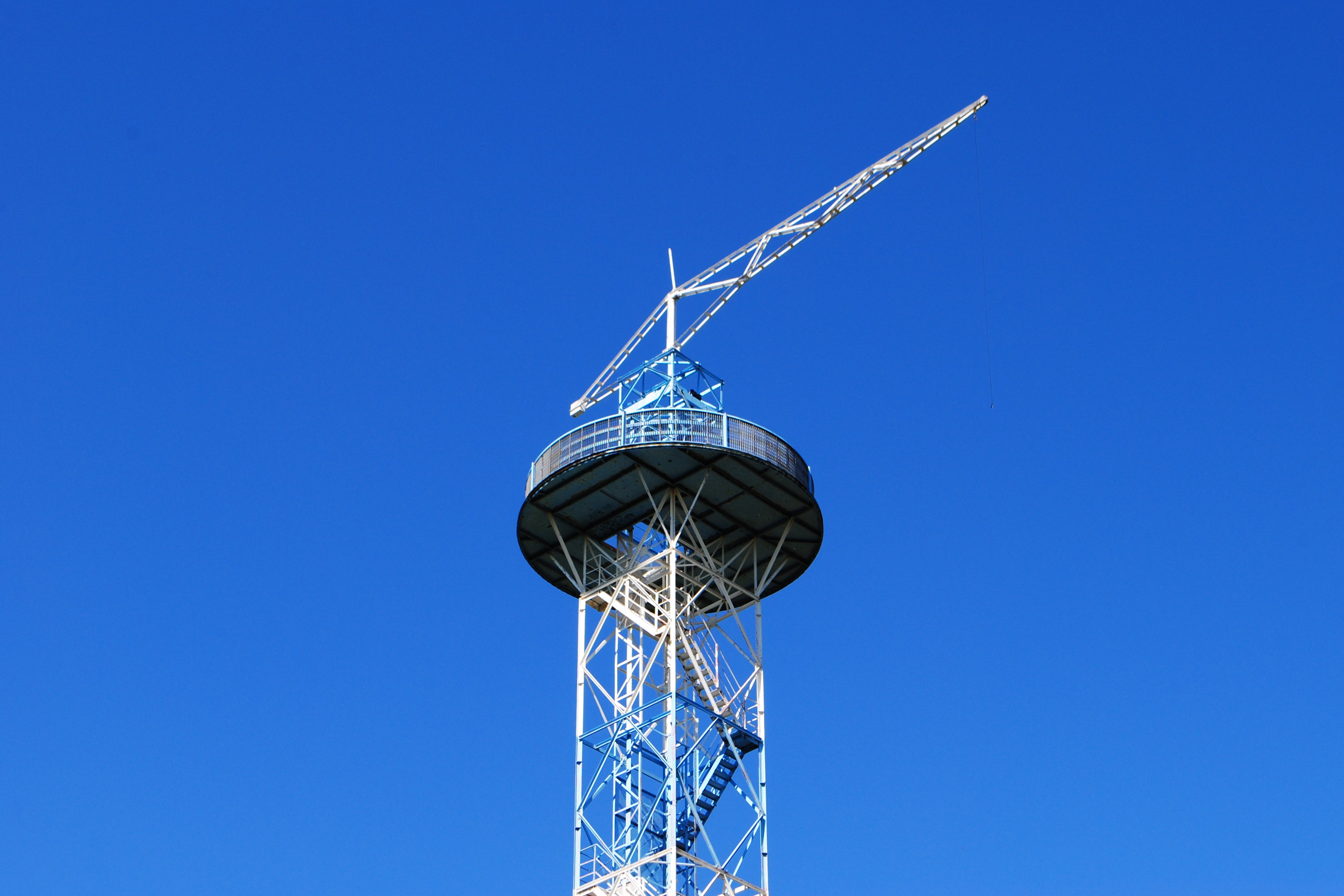
Platforma (2024)
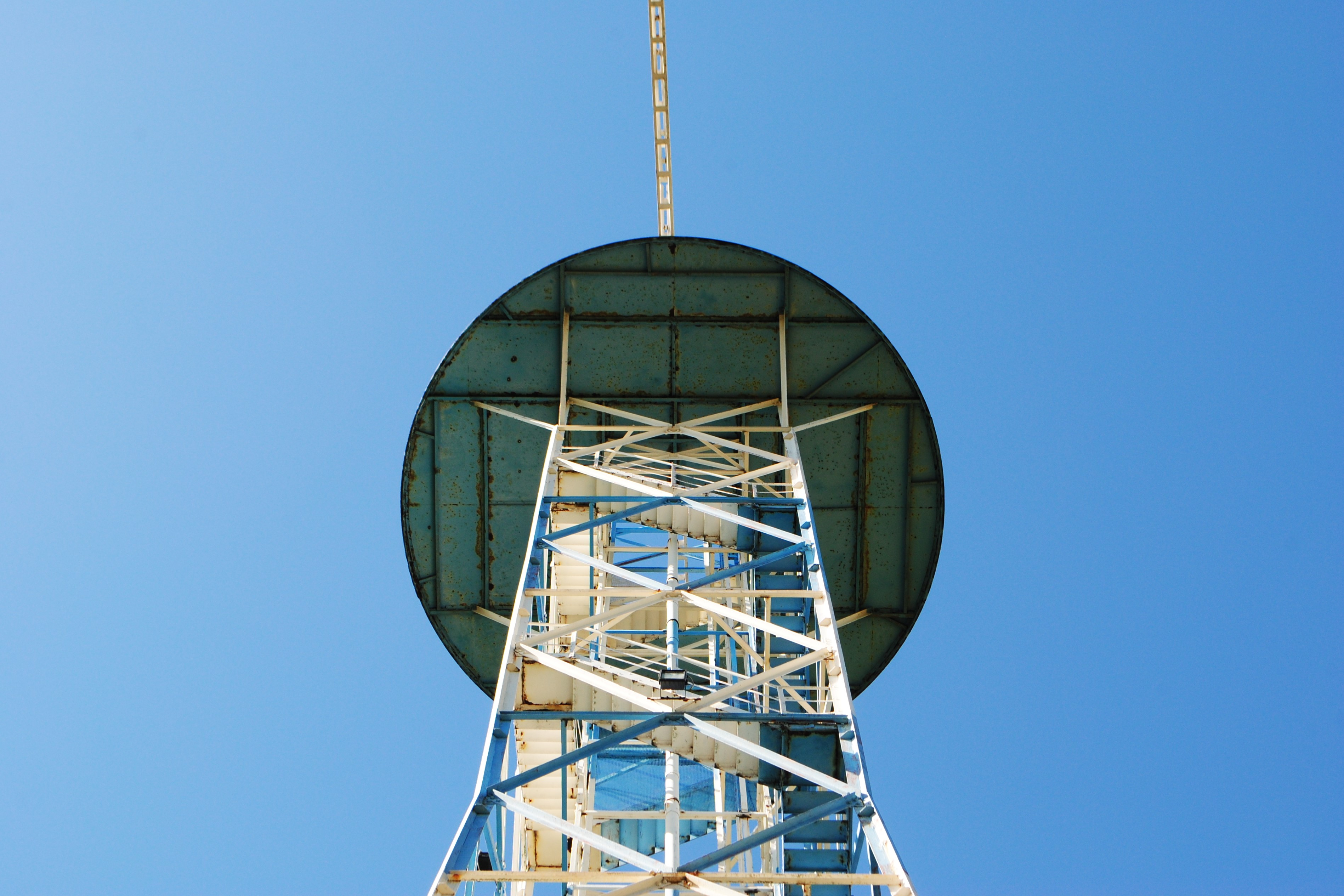
Platforma od spodu (2024)
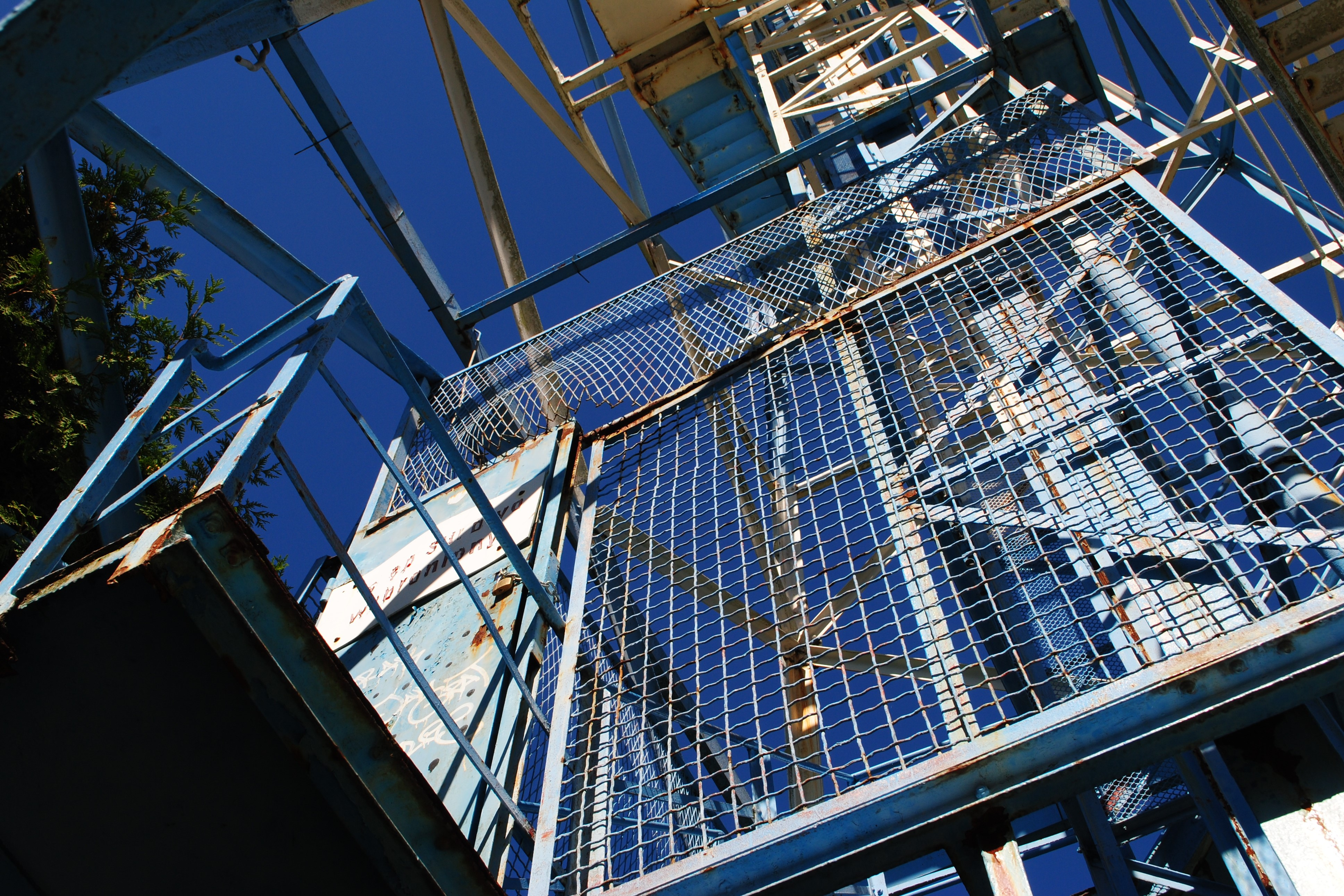
Fragment konstrukcji (2024)
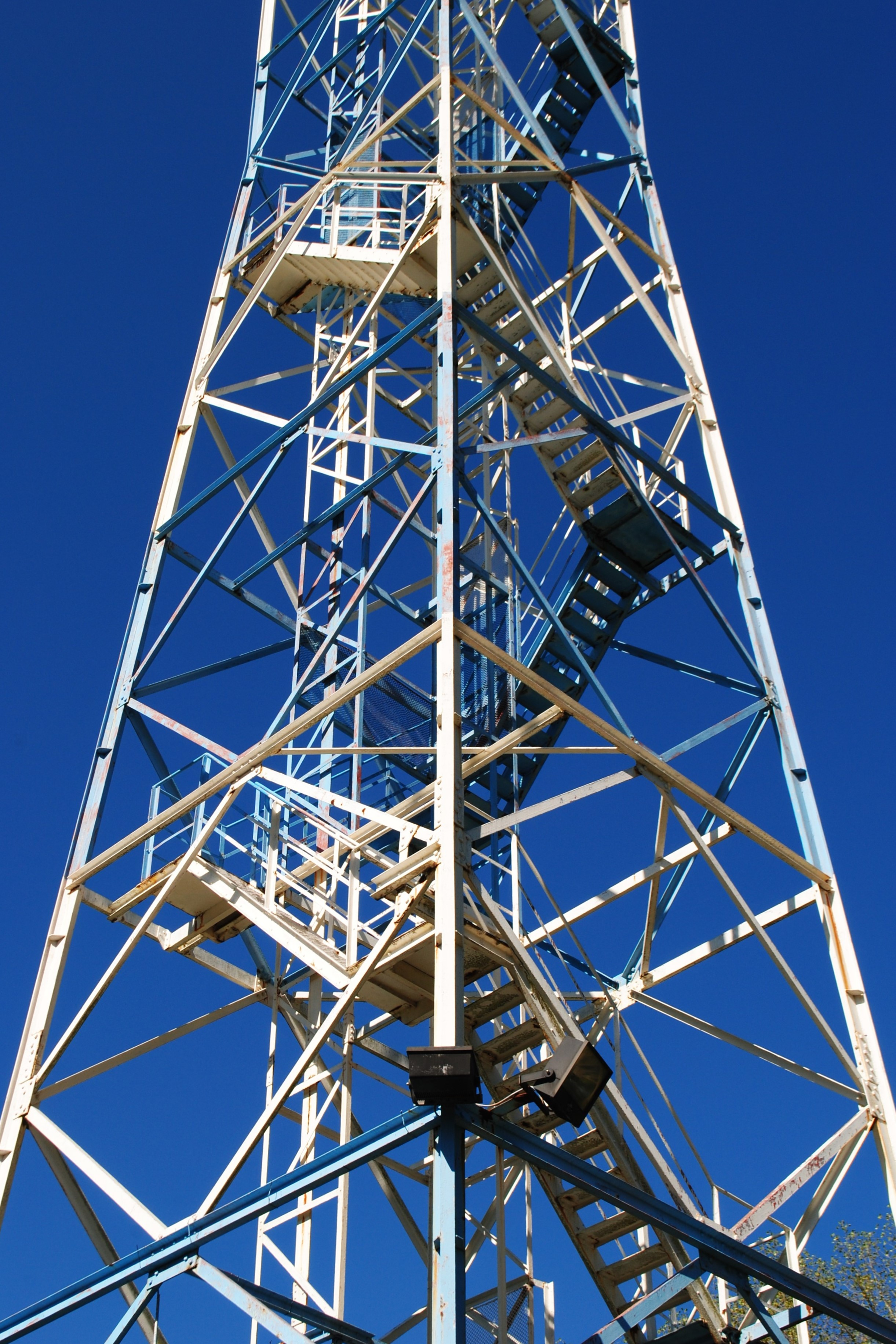
Fragment konstrukcji (2024)
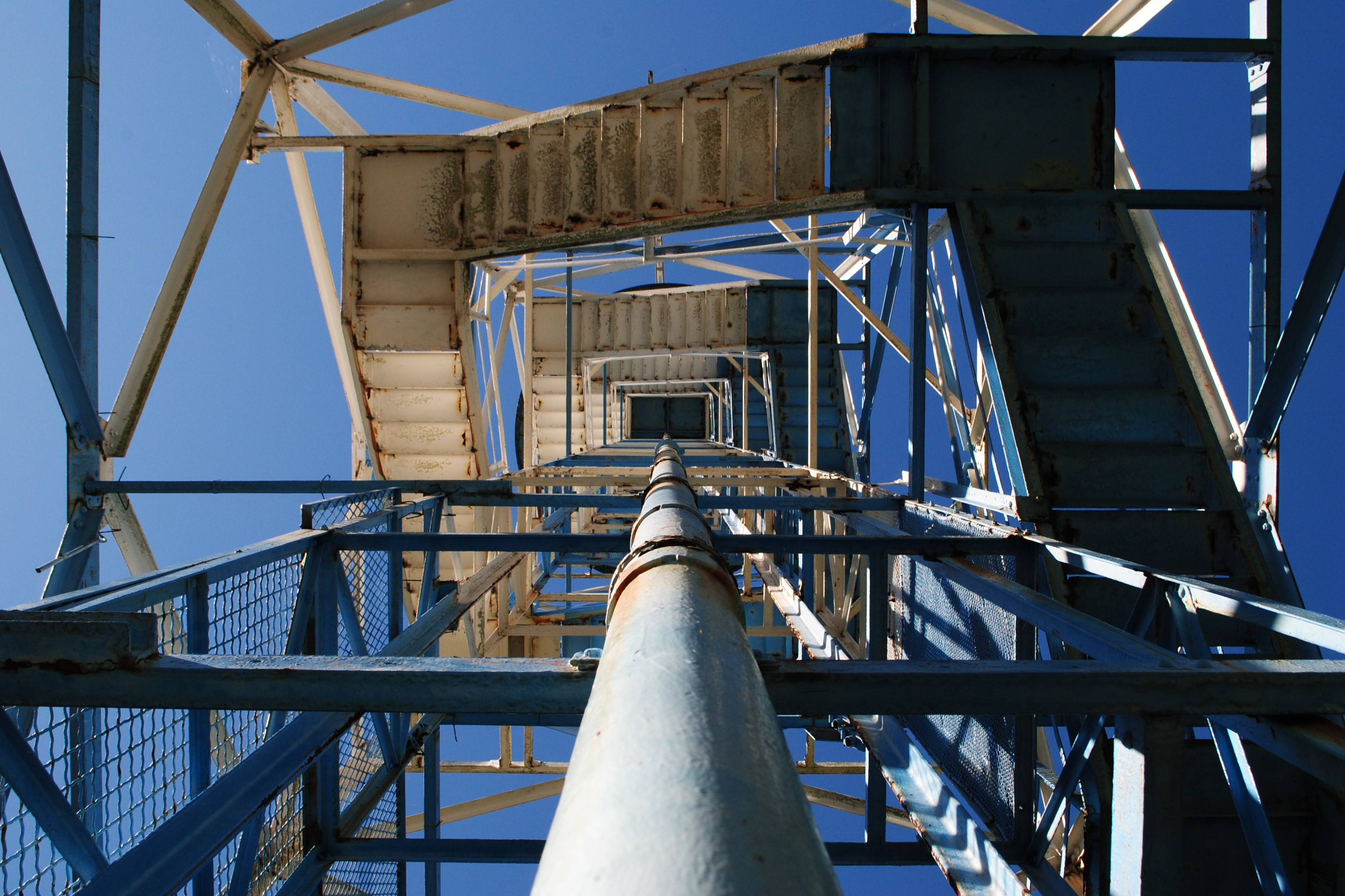
Fragment konstrukcji (2024)
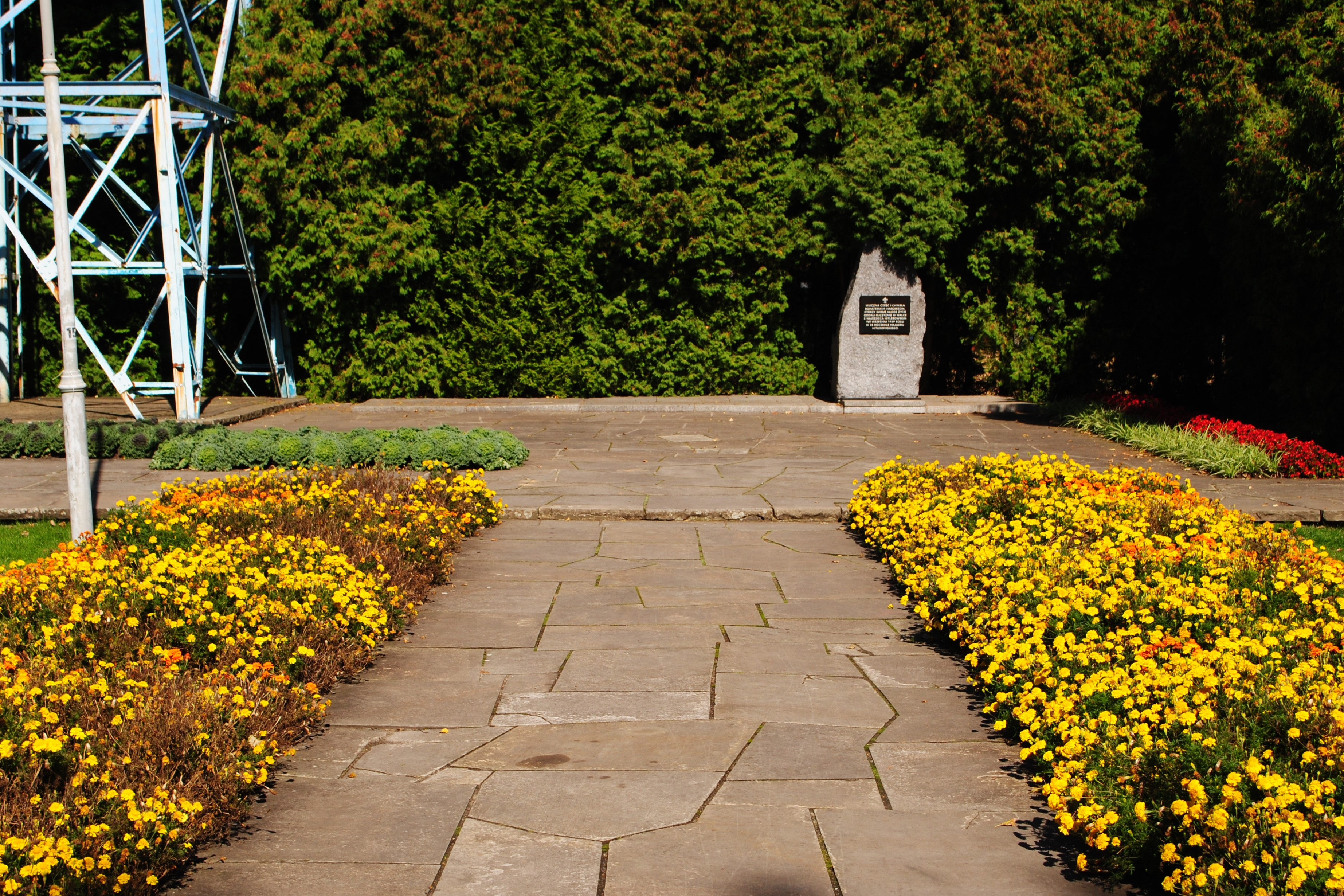
Tablica upamiętniająca obronę wieży (2024)